# Plectrochilus
Plectrochilus is een geslacht van straalvinnige vissen uit de familie van de parasitaire meervallen (Trichomycteridae).

## Soorten
- Plectrochilus diabolicus (Myers, 1927)
- Plectrochilus machadoi Miranda Ribeiro, 1917
- Plectrochilus wieneri (Pellegrin, 1909)